# Beppe Devalle
Beppe Devalle (Torino, 8 aprile 1940 – Milano, 4 febbraio 2013) è stato un pittore e disegnatore italiano, sperimentatore nella tecnica del collage, maestro nell'uso del fotomontaggio e creatore del Nuovo Stile Epico Italiano.

## Biografia
Devalle nacque a Torino l'8 aprile 1940. Il padre, Marcellino, possedeva una piccola ditta specializzata in saldature. La madre, Maria Bissolino, aiutava negli uffici della ditta, dopo una giovinezza da badante ed operaia. Durante la guerra, mentre il padre rimase a seguire la sua fabbrica in città, la famiglia si rifugiò prima a Cherasco, paese natale dei nonni paterni, poi a Lanzo Torinese.
Dopo il ritorno a Torino nel 1945 Devalle frequentò la scuola elementare dal 1946 al 1951. Iniziò a trascorrere molti pomeriggi nella casa della maestra Giacinta Berto, imparando a disegnare, e quando lei gli regalò un libro di biografie di grandi artisti rinascimentali lui ne rimase colpito ed affascinato. Dal 1951 al 1955 frequentò una scuola media privata parificata con scarso successo, sentendosi inadeguato, costretto a ripetere materie che non lo interessavano e sentendo i compiti in classe come vere torture. Dovette ripetere la classe seconda, ma alla fine ottenne il diploma con il voto 9 in disegno.
Già durante gli anni delle medie iniziò ad essere attirato dal mondo della moda e delle sfilate, delle auto sportive e degli oggetti eleganti. Ebbe l'occasione di assistere ad una sfilata di moda all'ippodromo di Torino, e rimase ammirato da quella che lui stesso poi definì meraviglia.
L'allora sindaco di Pavarolo, che la famiglia Devalle frequentava durante le sue ferie estive ad Alassio, nel 1954, lo presentò a Felice Casorati.
Il grande pittore gli consigliò di studiare con i fratelli Casoni, suoi allievi, ed alla fine delle medie venne ammesso al Liceo artistico dell'Accademia Albertina, arrivando così finalmente ad un istituto scolastico adatto alle sue aspirazioni. Malgrado la nuova scuola fosse più adatta alle sue attitudini fu costretto a ripetere il primo anno, incapace di accettare alcune materie e distratto dal bisogno di seguire la sua ispirazione. Si descrisse, in seguito, assetato ed assatanato e, in quel periodo, venne in contatto con il mondo delle avanguardie dell'arte contemporanea, grazie alla sua amicizia con gli scultori Sandro Cherchi e Franco Garelli. Frequentò la Biblioteca USIS a Torino (la biblioteca del Consolato statunitense) e nel 1958 visitò il PAC di Milano, per vedere una mostra di pittura americana. Questa esperienza segnò l'inizio del suo interesse per Arshile Gorky e in particolare per l'espressionismo astratto.
Dal 1955 al 1960 riuscì ad avere un suo primo studio da pittore, in un garage, dove cominciò la sua produzione artistica. Un suo modello di riferimento fu, in quel periodo, Paul Klee, al quale arrivò dopo essersi interessato alle opere di Kandinskij, effettuò un viaggio a Parigi e Londra e finalmente, nel 1960, ottenne la maturità artistica.

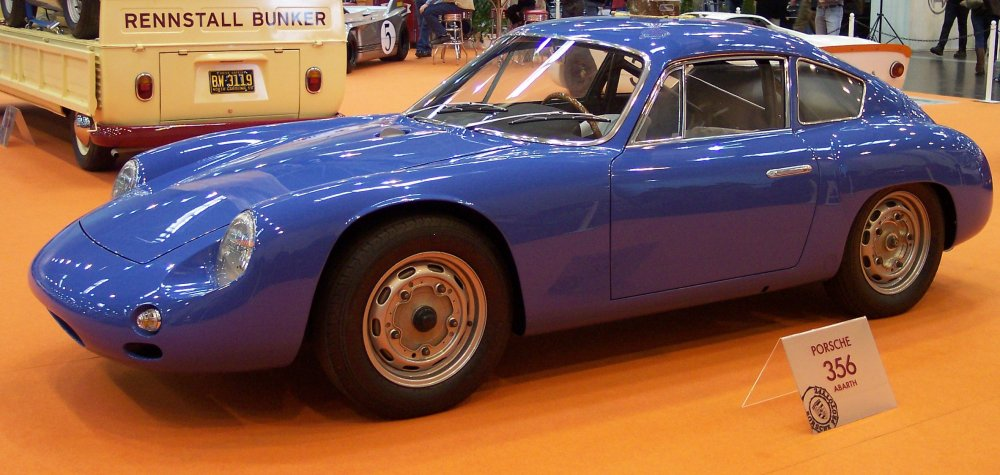
Una Porsche simile a quella che Beppe Devalle si comprò, usata, nel 1963

Nel 1960 si trasferì con la famiglia in un nuovo appartamento e contemporaneamente ebbe pure un nuovo studio. Dopo aver concluso il liceo si iscrisse all'Accademia Albertina e scelse il corso di scenografia, pensando seriamente al suo futuro professionale. Questa decisione gli permise di venire a contatto con il pensiero e l'estetica del teatro contemporaneo di Beckett, Ionesco e Albee. Nel 1963 si laureò e nel 1964 si fidanzò con Cristina de Braud, appartenente all'ambiente della creazione di moda torinese. Si comprò anche una Porsche 356 bt6 1600 blu cobalto, usata ma quasi nuova, grazie al Premio Michetti ed all'aiuto paterno. Dichiarò poi che fu felice come mai più per un oggetto, nella sua vita.
All'inizio del 1965 visitò per la prima volta gli Stati Uniti, membro di un gruppo di 13 artisti torinesi e in quell'occasione venne ricevuto anche dal presidente Lyndon B. Johnson e l'anno successivo, l'11 luglio, sposò Cristina. Col matrimonio cambiò abitazione e studio, la prima sulla collina, il secondo in uno spazio ampio (200 m²) e luminoso ma non molto alto e con difficoltà logistiche legate allo spostamento di grandi opere.
Il primo figlio, Diego, nacque nel 1969. Nel 1973 ottenne l'abilitazione per l'insegnamento presso l'Accademia delle Belle Arti (punteggio 100/100). Nel 1976 il rapporto con Cristina de Braud entrò formalmente in crisi, si spostò a Milano, in una nuova abitazione che divenne pure studio, ed iniziò ad insegnare presso l'Accademia di belle arti di Brera. Si trasferì definitivamente nel capoluogo lombardo nel 1979.
Nel marzo 1989 compì un viaggio di studio in Francia per vedere i disegni di Maurice Quentin de La Tour esposti al Museo Antoine Lécuyer a San Quintino (Francia). Il 1992 fu importante per Beppe Devalle perché si sposò in seconde nozze con Maria Teresa Meliota (sua ex allieva) e, poco dopo, ebbe la sua secondogenita, Jolanda. Nello stesso periodo acquistò un capannone nella zona di Pessano, a nord di Milano, adatto per la produzione di opere di grandi dimensioni.
Nel 1997 lasciò l'Accademia di Brera, dove era rimasto ad insegnare per 21 anni, ed iniziò una serie di soggiorni a New York, dove pensava di trasferirsi. Visse a Queens ed a Manhattan, ed ebbe alcuni problemi di salute che lo obbligarono ad un paio di ricoveri. Nel complesso il suo soggiorno americano si rivelò deludente; non espose in nessuna galleria e la critica non si interessò di lui. Alla fine decise per il rientro definitivo in Italia, obbligato principalmente da motivi di salute. Tra il 2003 e il 2004 si sottopose a varie indagini cliniche sino ad arrivare alla diagnosi di neoplasia alle ghiandole salivari, cosa che lo obbligò a sottoporsi ad un primo intervento chirurgico. Nel 2007 i suoi problemi di salute si aggravarono, subì un nuovo intervento chirurgico ed ebbe un ciclo di chemioterapia molto debilitante che ridusse progressivamente le sue capacità di lavoro.
Devalle, dopo la lunga malattia, si spense a Milano il 4 febbraio 2013.

## Carriera

### Esordi (1958-72)
Il suo esordio sulla scena artistica avvenne nel 1958. Il quadro Uomini in preghiera, preparato durante il periodo liceale, venne esposto all'annuale Esposizione Nazionale di Belle Arti di Torino.
La sua prima personale la ottenne nel 1961 quando espose, con Gianluigi Mattia, al Circolo degli artisti di Torino sue opere di grandi dimensioni. Tale opportunità gli venne offerta dall'industriale Giovanni Battista Pininfarina, amico del padre Marcellino.
In quel periodo si ispirò a Holden Caulfield (il protagonista del Il giovane Holden di J. D. Salinger) e alle avventure di Alice nel Paese delle Meraviglie di Lewis Carroll. A questi dedicò una serie di disegni eseguiti con la tecnica a pastello.
Nel 1962 e nel 1963, ispirato dalla mostra dedicata alla Pop Art Americana, presso la galleria Il Punto di Remo Pastori e Gianenzo Sperone, ma soprattutto dall'amicizia con Michelangelo Pistoletto, Devalle esplorò un uso diretto delle immagini fotografiche. 
In quegli anni usò nei suoi lavori le fotografie ricavate dalle riviste di moda e attualità come Vogue, Esquire, Gentleman's Quartely, Look, Life, L'Espresso e Paris Match. Nacquerò così i suoi primi collages. Per lui le forbici divennero uno strumento di lavoro creativo e prese coscienza, in arte, del rischio dell'errore senza appello. Definì la forma come carattere, ma anche come proporzione.
Nel 1963, dopo aver lasciato la fase "Alice", con l'Almanacco Bompiani approfondì la Pop art americana, ridusse l'uso del pastello, e creò opere come: È un simbolo il giglio e Io indipendente. Partecipò ad alcune importanti mostre a livello nazionale ed internazionale: a L'Aquila Alternative attuali, a Tokyo la Biennale e a Ixelles, nella regione di Bruxelles, una mostra presso il Museo comunale di Belle Arti. Nel 1964 i suoi disegni su Alice nel Paese delle Meraviglie e i suoi dipinti Pop ad acrilico di grande formato esposti in una mostra personale alla prestigiosa Galleria Galatea di Torino, a cura di Luigi Carluccio.

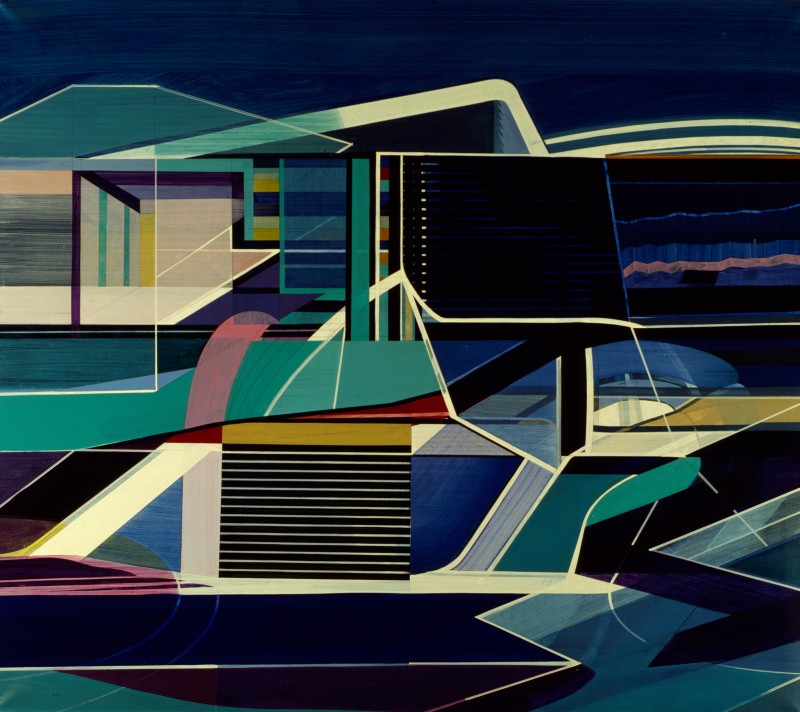
Garden Party, 1965, Milano, Collezioni d'arte della Fondazione Cariplo

Negli anni successivi Devalle prese parte nella prima Mostra Mercato, tenutasi presso le sale del Palazzo Strozzi di Firenze e nel 1965 ebbe un'altra mostra personale alla Galleria Milano, a Milano, dove esibì una nuova serie di opere in acrilico e matite colorate. Devalle ricevette in quegli anni numerosi premi, tra i quali, Il premio Città di Torino Giovani, il premio Michetti (1965), il premio Città di Spoleto e il premio San Fedele (1966).
Nel 1965 fu ospite della XXXIII Biennale di Venezia di Nello Ponente. Proprio nel 1965 iniziò a dipingere Paesaggi-Stanza, opere in cui pone accanto alle tele forme tridimensionali come parallelepipedi, tetraedi e piramidi come estensioni dell'immagine del dipinto, in modo tale da modificare la percezione spaziale del dipinto, mettendolo in relazione con la stanza che lo contiene. Garden Party fu un lavoro significativa di quella sua fase creativa.
Nel 1967 prese parte del Salone Internazionale dei Giovani, una mostra in tour organizzata dal PAC e curata da Guido Ballo. Presentò questi grandi dipinti acrilici tridimensionali Paesaggi-stanza in una importante mostra personale presso lo Studio D'Arte Condotti a Roma e presso la Galleria Blu a Milano, presso la Nuova Loggia a Bologna e presso la Galleria Christian Stein a Torino. Questo periodo si concluse con l'esposizione dell'ultima dei suoi Paesaggi-Stanza alla XXXVI Biennale di Venezia del 1972.
Nei tardi anni sessanta, Devalle mise da parte le opere di grande formato a colori acrilici e iniziò a creare fotomontaggi, usando come materiale immagini tratte dalle riviste di moda. Devalle esplorò, con un uso rigoroso della geometria, i visi e le figure che ritagliava dalle riviste per creare nuove strutture. Devalle chiamò vere sorprese i risultati che ottenne con questa tecnica. 
In quegli anni fu invitato a partecipare a alla Biennale dei giovani artisti Bolognesi: Gennaio '70, a Arte e Critica a Modena e a Environment, uno show documentario organizzato dalla sezione italiana dell'UNESCO a Parigi. Dal 1970 Devalle cominciò ad usare la geometria in modo più sistematico, sempre più attento al rigore dell'esecuzione ed alla verità della forma. Contemporaneamente alla produzione di fotomontaggi creò alcune opere che documentarono il suo processo creativo, pensati come veri diari della sequenza della sua produzione artistica.

### Fotomontaggi (1972-83)
Nel 1972 espose alla Galleria delle Ore di Fumagalli (di Milano) Greta Garbo Gillette 1971 e Miss Art 1971. Poi partecipò per la prima volta alla Quadriennale di Roma. L'anno successivo ottenne la cattedra di Teoria della Percezione presso l'Accademia Albertina di Torino. Le sue opere vennero scelte da Daniela Palazzoli e Luigi Carluccio per la mostra Combattimenti per una immagine alla Galleria d'arte moderna di Torino. Questo propose Devalle sulla scena internazionale e lo mise in contatto con altri artisti che stavano sperimentando come lui la manipolazione della fotografia, come Robert Heinechen e John Baldessari. Opere significative del momento furono: Japanese, 1971, Glory Nabokov, 1972, Easy Rider, 1972 Tristram Shandy, Fata (April Fools), Un famoso cow boy e Verde Nabokov.
Paolo Fossati scrivendo per Data Arte nel 1974 un testo su Devalle, tentò di sintetizzare la cifra stilistica dell'artista. Parlò di "materiali secondi", di procedimenti di schematizzazione prospettica e in seguito di inserimenti di parti sviluppate autonomamente e congruenti all'immagine.
Nel 1975 cominciò ad usare, oltre alle immagini delle riviste di moda, fotografie di sé stesso e della sua famiglia, di cui faceva fotocopie. Furono gli anni nei quali la fotocopiatrice in Italia iniziò a diffondersi, sostituendo il ciclostile. Quest'ultima serie di opere lo portò ad usare grafite e fusaggine piuttosto che la combinazione precedentemente usata di inchiostro e rotocalchi. Continuò tuttavia il suo studio sulla geometria e sulle costanti dei volti ed espose alla galleria Cocoricchia di Milano diversi lavori: Mata-Hari, 1973, Scotch-coiffure, 1973, Candido, 1974 ed altri. A curare il catalogo fu Flavio Caroli, che dichiarò di aver ricevuto da Devalle alcune delle lezioni più importanti della sua formazione.
Nel 1979 la Regione Piemonte gli dedicò la sua prima mostra antologica presso Palazzo Chiablese a Torino (mostra che fu curata da Paolo Fossati, Maria Cristina Gozzoli, Marco Rosci e Paride Chiapatti). Nel 1982 fu nuovamente ospite della Biennale di Venezia e presso la Hayward Gallery di Londra, nella mostra Italian Art 1960-1982.

### Ritorno al disegno dal vero (1983-90)
Verso la fine del 1983 Devalle interruppe l'uso della fotografia, che creativamente lo limitava, e diresse il suo interesse verso il disegno dal vero, riscoprendo le tecniche antiche, precedenti all'arrivo dei movimenti di avanguardie storiche e cercando una via di congiunzione tra tradizione e modernità. Questa riscoperta del disegno dal vero portò alla creazione di una nuova serie di opere: Ritratti e Nature Morte, eseguiti con matite colorate e pastelli. Ne seguì, nello stesso anno, una mostra dedicata a questi disegni (Summer evenings, 1978-80, Pierrot, 1982 ed altri) presso la Galleria Lorenzelli di Milano. Il catalogo, in quell'occasione, fu presentato da una prefazione di Carlo Bertelli, sovrintendente a Milano dal 1978.
Dal 1985 al 1987 eseguì disegni per gli inserti culturali del Corriere della Sera. Nel 1986 fu ospite della Quadriennale di Roma. Nel 1987 il suo lavoro trovò spazi espositiv presso la Libreria Feltrinelli a Milano e nel 1988 presso la Galleria Documenta di Torino e la Galleria Nuova di Bologna.

### Cronaca e Grandi Formati (1990-2000)
Agli inizi degli anni novanta Devalle, arricchito dalla sua esperienza nel disegno dal vero del decennio precedente, ritornò ad usare la fotografia ed i collages per veicolare le sue storie in modo diverso. Grande influenza in questa svolta artistica ebbe l'attività grafica presso il Corriere della Sera. I nuovi fotomontaggi creati in quest'epoca risultarono poi studi preparatori per la creazione di nuove opere di grandi dimensioni. Due di queste furono: Fronte del palco, che si ispirava all'omonimo tour di Vasco Rossi, e Palestra, opera complessa, alta 350 centimetri e con personaggi che superavano gli angoli della sala espositiva e si prolungavano sul soffitto.
Nel 1992 si trasferì nel nuovo studio in Brianza e, nello stesso anno, Paolo Biscottini organizzò la sua seconda mostra antologica al Serrone di Villa Reale di Monza. Il catalogo di questa mostra, che espose il progresso artistico di Devalle dagli inizi degli anni sessanta, fu curato da Dario Trento e Maria Mimita Lamberti.
Durante gli anni novanta Devalle dipinse tele di grande formato scegliendo come soggetto l'attualità. Ecco così ritratti, ad esempio, l'Ruhollah Khomeyni e lo scrittore Salman Rushdie. Si ispirò anche ad eventi di cronaca nera, come l'uccisione della turista Barbara Meller Jensen a Miami (soggetto del libro A Tourist Trap, curato da Marco Rosci e Giulio Palmieri). Nel 1995 questi grandi tele furono esèoste al Circolo degli Artisti, Torino.
Nel 1996 Devalle espose a Palazzo Massari, Ferrara. La mostra, intitolata Nomi Blasfemi, fu curata da Maria Mimita Lamberti e propose una serie di collages e dipinti in cui rivedeva e ri-interpretava una serie di personaggi topici alla luce di testi sacri e della tradizione pittorica antica. La Lamberti descrive i temi di Devalle come "congruenti" al suo bisogno di presenza e testimonianza, e conclude definendo l'artista un moralista, malgrado le apparenze di blasfemia.
Nel 1998 espose presso i Murazzi del Po a Torino nella mostra Monaci, curata da Dario Trento. Nello stesso anno uscì un volume monografico DEVALLE: Fotomontaggi 1963-1983 una raccolta di collages e fotomontaggi dell'artista, curato da Maria Mimita Lamberti e pubblicato da Umberto Allemandi & C.. 
Nel 1999 espose, presso il Salara di Bologna, i 51 collage del catalogo STAMP-OUT, curato da Dario Trento.

### Ultimo Atto (2000-2013)
Nell'estate del 2002, in collaborazione con Giulio Palmieri e Nicoletta Vallorani Devalle pubblicò il volume US, dedicato ai dipinti realizzati negli Stati Uniti. Nel 2003 ritornò in Italia, dove pubblicò i volumi US e Fame (2004) curati da Giovanni Romano. 
Furono gli anni nei quali rivide il suo rapporto col mondo del Pop, collettivo quello, individualista in modo doloroso lui. Dipinse con la tecnica ad olio un'opera importante, Happy Times, nella quale ritrasse Marella Caracciolo (immagine tratta da una celebre fotografia di Richard Avedon) e il figlio Edoardo ancora piccolo, con in mano una margherita.
Nell'Aprile 2006 la GAM di Torino allestì una mostra per tre grandi tele di Devalle appena acquisite dalla Fondazione De Fornaris (Salvatore 1995, Nasdaq, 2000-2001 e Pierrot and Arlequin, 2003). Nell'estate 2007 il Museo Diocesano di Milano mise in mostra Happy Times, l'opera appartenente al ciclo di opere 'FOR' dipinta tre anni prima. Nell'Aprile 2008 la Biblioteca dell'Accademia di belle arti di Brera allestì una mostra antologica in cui vennero presentati una serie di collages creati tra il 1962 e il 2007.
Durante l'estate del 2008 il Museo Diocesano allestì la mostra You are my Destiny, che presentò una selezione di tele di grande formato e un numero di ritratti e studi di formato più piccolo appartenenti alla serie BEAUTY e FOR, quest'ultimo ciclo dedicato al tema del suicidio di grandi artisti. Il catalogo di questa mostra (Silvana Editoriale) è formato da testi critici di Carlo Bertelli, Paolo Biscottini, Flavio Fergonzi, Maria Mimita Lamberti, Gianni Romano e Dario Trento. Tra le opere più significative del periodo Marry me, grande dipinto che testimonia il risultato raggiunto dal suo "processo di simbolizzazione". L'ispirazione gli venne dagli scritti di Simone Weil e dal suo volto, che si trovava sulla copertina del volume Attesa di Dio. Rimase colpito dalla filosofa francese, e fu spinto a scrivere, in proposito, una lettera al cardinale Carlo Maria Martini, nella quale raccontò di come immaginasse la Weil in punto di morte, e che lei in quel momento estremo si sposasse con Cristo (Non è sicuro tuttavia che la lettera poi venisse effettivamente spedita). Per Paolo Biscottini You are my Destiny riuscì a ripetere il miracolo dell'allegoria, avvicinando in modo sempre più deciso le tematiche legate ad una "metafisica della storia".
Nel 2012 il Museo del Novecento di Milano allestì la mostra Beppe Devalle: Collages degli anni Sessanta dedicata ad una serie di collages degli anni Sessanta, selezionati da Flavio Fergonzi.
Il 15 maggio 2014 L'Accademia di Brera commemorò l'artista con la giornata di studi L'arte è violenta come la vita. Poco dopo il Museo del Novecento presentò al pubblico uno dei suoi ultimi lavori, l'opera di grande formato Guardandovi, raffigurante Marilyn Monroe, Fryderyk Chopin e John Lennon.
Dal 16 ottobre 2015 al 14 febbraio 2016 il Museo d'arte moderna e contemporanea di Trento e Rovereto ospita la prima mostra monografica dalla sua scomparsa: Devalle (1940 - 2013), curata da un team di storici dell'arte formato da Fabia Belloni, Carlo Bertelli, Paolo Biscottini, Barbara Cinelli, Flavio Fergonzi, Daniela Ferrari, Maria Mimita Lamberti, Sandra Pinto, Giovanni Romano, Alessandro Taiana e Dario Trento. Un breve articolo sulla mostra compare in Kyoss Magazine di novembre 2015.

## Mostre principali
- 1961: Torino, Circolo degli Artisti
- 1963: L'Aquila, Alternative attuali
- 1963: Tokyo, Biennale
- 1964: Bruxelles, Museo di Ixelles, Phases
- 1965: Milano, Galleria Milano
- 1965: L'Aquila, Alternative attuali
- 1966: XXXIII Biennale di Venezia, a cura di Nello Ponente
- 1967: Milano, PAC, Salone internazionale dei giovani, a cura di Guido Ballo
- 1967: L'Aquila, Alternative attuali
- 1970: Bologna, Biennale dei giovani artisti, a cura di Renato Barilli, Tommaso Trini e Maurizio Calvesi
- 1972: XXXVI Biennale di Venezia
- 1972: Roma, Quadriennale d'Arte
- 1979: Torino, Palazzo Chiablese
- 1982: XLI Biennale di Venezia
- 1982: Londra, Hayward Gallery, Arte Italiana 1960-1982
- 1986: Roma, XV Quadriennale
- 1992: Monza, Serrone di Villa Reale
- 1995: Torino, Circolo degli Artisti, Palazzo Graneri della Roccia, a cura di Marco Rosci.
- 1996: Ferrara, Palazzo dei Diamanti, a cura di Maria Mimita Lamberti
- 2006: Torino, Galleria di Arte Moderna
- 2008: Milano, Museo diocesano (Milano), You are my destiny, a cura di Paolo Biscottini
- 2008: Milano, Accademia di belle arti di Brera
- 2012: Milano, Museo del Novecento, I collages degli Anni Sessanta, a cura di Flavio Fergonzi
- 2015: Rovereto, MART, Devalle (1940 - 2013)

## Opere in musei e collezioni
- Golden party - (con cui Devalle partecipò al Premio Michetti del 1965), collezioni d'arte della Fondazione Cariplo[26].
- Pierrot and Arlequin, 2003 - Galleria civica d'arte moderna e contemporanea di Torino.
- Salem, 1965 - Museo del Novecento di Milano